# Tournoi d'échecs du lac Sevan
Le tournoi d'échecs du lac Sevan est un tournoi international organisé de 2006 à 2017 à Martouni en Arménie. C'est un tournoi toutes rondes fermé qui oppose pendant dix jours dix jeunes joueurs, dont cinq ou six Arméniens. Il est organisé habituellement en juillet par la Chess Academy of Armenia.

## Multiples vainqueurs
Arman Pashikian a remporté le tournoi trois fois de suite : en 2008, 2009 et 2010.
L'Indien Vidit Santosh Gujrathi l'a remporté deux fois : en 2014 et 2016.

## Palmarès
| Année | Vainqueur(s)                                      | Deuxième(s)                          | Troisième(s)                                | Quatrième(s)                                                            | Dates Catégorie                          |
| ----- | ------------------------------------------------- | ------------------------------------ | ------------------------------------------- | ----------------------------------------------------------------------- | ---------------------------------------- |
| 2006  | Nikita Vitiougov (6,5 / 9)                        | Arman Pashikian                      | Hrant Melkoumian                            | Levon Babouiïan                                                         | 12-21 juillet Catégorie 9 (2 452)        |
| 2007  | Youriï Vovk G. N. Gopal Li Chao (5,5 / 9)         |                                      |                                             | Bartlomiej Macieja Armen Pashikian                                      | 6-14 juillet Catégorie 10 (2 500)        |
| 2008  | Arman Pashikian (6,5 / 9)                         | Zhou Jianchao                        | Siarheï Jyhalka                             | Zaven Andriasian                                                        | 10-20 juillet Catégorie 13 (2 553)       |
| 2009  | Arman Pashikian (7 / 9)                           | Ferenc Berkes                        | Siarheï Jyhalka Samvel Ter-Sahakian         |                                                                         | 10-18 juillet Catégorie 14 (2 580)       |
| 2010  | Arman Pashikian Tigran L. Petrossian (6 / 9)      |                                      | Maksim Matlakov                             | Luka Lenič Samvel Ter-Sahakian                                          | 11-19 juillet Catégorie 14 (2 566)       |
| 2011  | Baadur Jobava Hrant Melkoumian (5,5 / 9)          |                                      | Zhou Jianchao                               | Ildar Khaïroulline Arman Pashikian Tigran L. Petrossian Siarheï Jyhalka | 22-30 juillet Catégorie 16 (2 632)       |
| 2012  | Pas de tournoi organisé en 2012                   | Pas de tournoi organisé en 2012      | Pas de tournoi organisé en 2012             | Pas de tournoi organisé en 2012                                         | Pas de tournoi organisé en 2012          |
| 2013  | Karen H. Grigorian (6,5 / 9)                      | Youriï Kouzoubov                     | Siarheï Jyhalka                             | Aman Pashikian                                                          | 8-16 septembre Catégorie 16 (2 629)      |
| 2014  | Vidit Santosh Gujrathi (6 / 9)                    | Hrant Melkoumian Vladimir Fedosseïev |                                             | Sanan Siouguirov                                                        | 27 juillet - 4 août Catégorie 16 (2 629) |
| 2015  | Jan-Krzysztof Duda (6 / 9)                        | David Anton Guijarro                 | Vidit Santosh Guijrathi Samvel Ter-Sahakian |                                                                         | 12-21 juillet Catégorie 15 (2 618)       |
| 2016  | Vidit Santosh Gujrathi Vladislav Artemiev (6 / 9) |                                      | Jan-Krzysztof Duda                          | Samuel Sevian Samvel Ter-Sahakian                                       | 17-27 juillet Catégorie 16 (2 629)       |
| 2017  | Bassem Amin (6,5 / 9)                             | Martyn Kravtsiv                      | Tamir Nabaty                                | Dariusz Swiercz Manuel Petrossian                                       | 14-22 juillet Catégorie 15 (2 606)       |